# NGC 4902
NGC 4902 ist eine Balken-Spiralgalaxie vom Hubble-Typ SBb und liegt im Sternbild Jungfrau auf der Ekliptik. Sie ist schätzungsweise 114 Millionen Lichtjahre von der Milchstraße entfernt und hat einen Durchmesser von etwa 95.000 Lichtjahren. Vom Sonnensystem aus entfernt sich die Galaxie mit einer errechneten Radialgeschwindigkeit von näherungsweise 2.700 Kilometern pro Sekunde. Gemeinsam mit NGC 4887 bildet sie ein gravitativ gebundenes Galaxienpaar sowie mit den Galaxien NGC 4897 und NGC 4899 die kleine Galaxiengruppe LGG 321.
Im selben Himmelsareal befinden sich unter anderem die Galaxien NGC 4877, NGC 4887, PGC 44854, PGC 926314.
Die Supernovae SN 1979E, SN 1991X (Typ-Ia) und SN 2011A (Typ-IIn) wurden hier beobachtet.
Das Objekt wurde m 8. Februar 1785 von William Herschel entdeckt.

## NGC 4902-Gruppe (LGG 321)
| Galaxie  | Alternativname | Entfernung/Mio. Lj |
| -------- | -------------- | ------------------ |
| NGC 4902 | PGC 44847      | 114                |
| NGC 4897 | PGC 44829      | 109                |
| NGC 4899 | PGC 44841      | 114                |